# Daniel Chodowiecki
Daniel Nikolaus Chodowiecki, né à Dantzig le 16 octobre 1726 et mort à Berlin le 7 février 1801, est un artiste-peintre, illustrateur et graveur germano-polonais.

## Biographie

### Jeunesse et formation
Daniel Nikolaus Chodowiecki naît à Dantzig, dans la République des Deux Nations (l'actuelle Gdańsk, en Pologne), le 16 octobre 1726. Son père est marchand de céréales et dessinateur amateur, il transmet cette passion à Daniel et à son petit frère Gottfried.
À la mort de son père en 1740, celui-ci part à Berlin, tandis que Daniel continue de se former au dessin auprès d'une tante maternelle qui travaille dans la peinture d'émail. Il copie à la plume et à l'encre des gravures sur cuivre d'après Marten de Vos, Frederik Bloemaert, Jacques Callot, Nicolas Lancret, Antoine Watteau.
Destiné à devenir commerçant, il se voit obligé de travailler dans un magasin. Quand celui-ci périclite, Chodowiecki poursuit cette profession dans l'entreprise berlinoise de son oncle Ayrer en 1743. À Berlin, il parvient à continuer à pratiquer le dessin auprès de Johann Gottfried Haid.
Daniel Chodowiecki quitte enfin cette profession en 1754 et noue des liens avec des artistes renommés, tels que le peintre français Antoine Pesne et les peintres et graveurs allemands Johann Wilhelm Meil (de) et Bernhard Rode. Chodowiecki rejoint l'atelier de ce dernier, où l'on peut dessiner d'après modèle et où il tente tant bien que mal de parfaire sa formation artistique. Il fait ainsi ses premiers essais de peinture à l'huile et (dès 1754) de gravure.
L'année suivante, il épouse Jeanne Barez, la fille d'un brodeur d'or local.

### Carrière
À ses débuts, Daniel Chodowiecki peint en émail des boîtes, des portraits, ainsi que des compositions de plus grandes dimensions.

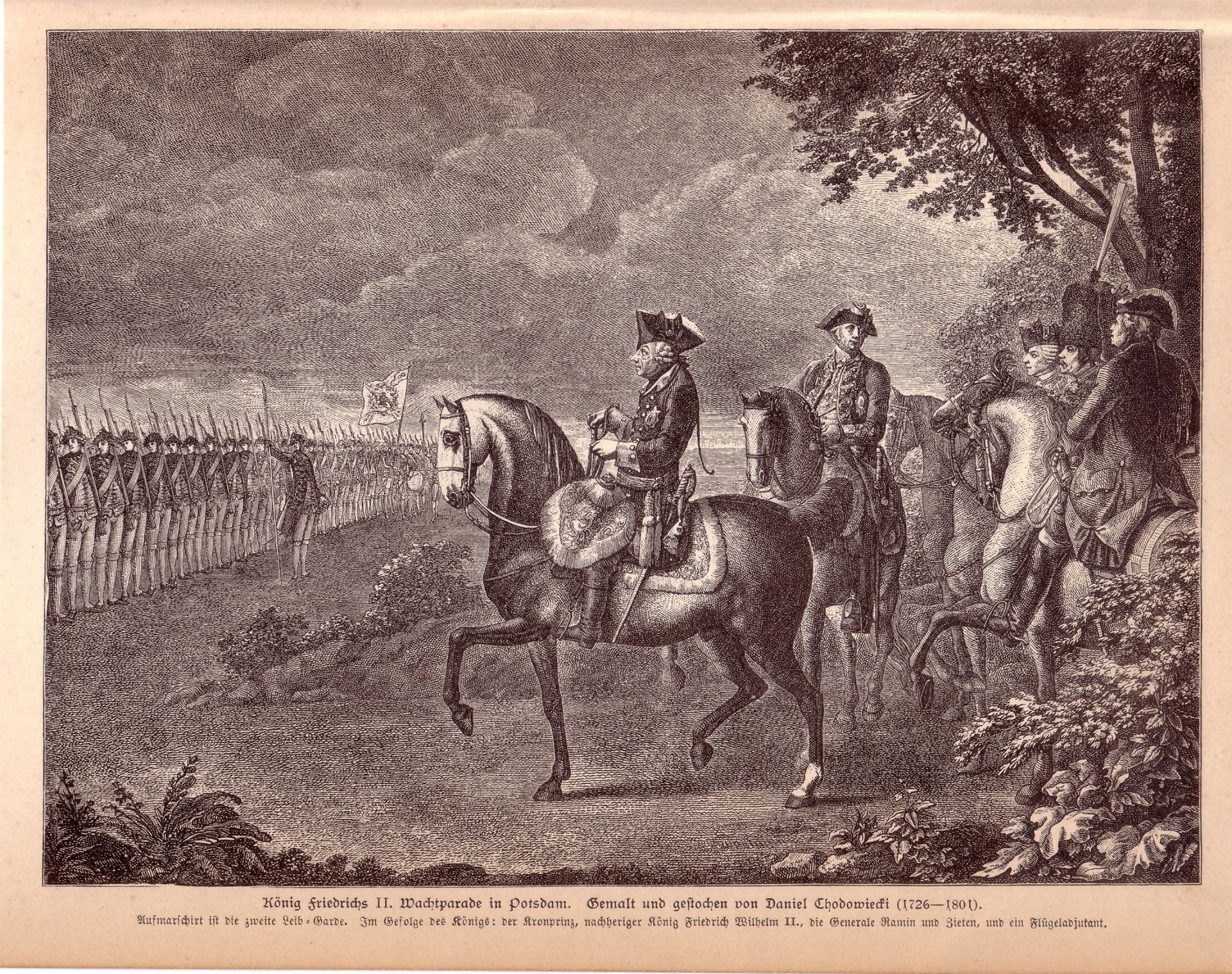
König Friedrichs II, Wachtparade in Potsdam.

Il ne trouve son véritable champ d'action que lorsqu'il se perfectionne davantage dans le maniement de la pointe sèche. Il commence par représenter des personnages de son entourage proche, un joueur de dés aux jambes arquées qui traînait dans les auberges berlinoises, des mendiants, des femmes de soldats, un petit rôtisseur, le cortège de la légation turque, des prisonniers russes de l'époque de la guerre de Sept Ans. Il grave aussi des groupes de sa propre vie familiale ainsi que le roi de Prusse Frédéric II, un portrait très caractéristique du monarque,.

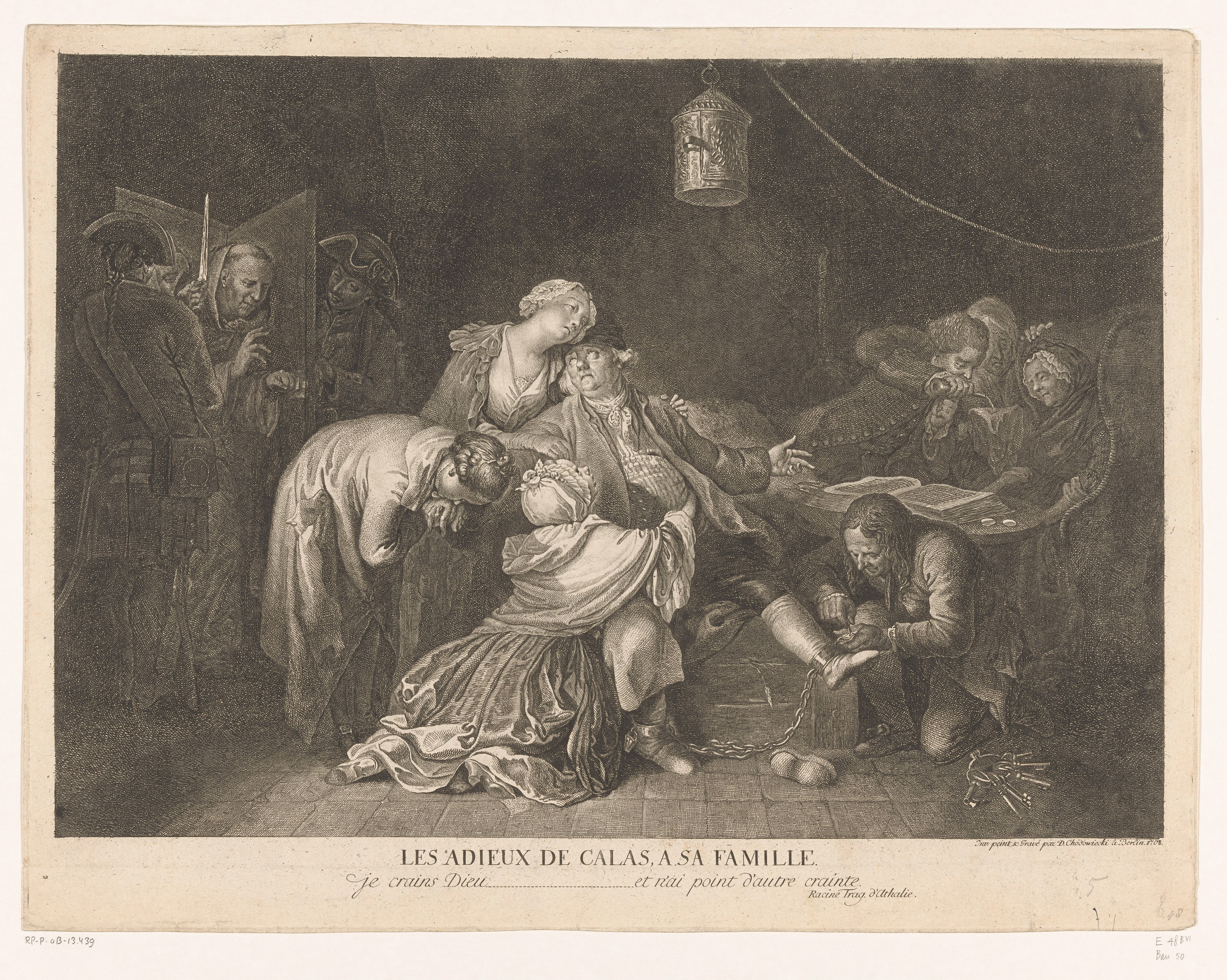
Les Adieux de Calas à sa famille (ca. 1768, Rijksmuseum Amsterdam).

Le premier grand succès de Chodowiecki survient en 1767 lorsqu'il grave une très grande composition : les Adieux de Calas à sa famille. Ayant en sa possession une gravure française représentant cette scène, il la reproduit d'abord à l'huile, avant de retravailler et graver la composition de manière plus efficace. Il reçoit depuis de plus en plus de commandes, notamment pour l'Académie des Arts, dont il est membre depuis 1764, ainsi que pour des libraires locaux et étrangers.
Il produit une grande quantité de gravures, souvent organisées en séries, et référencées au nombre de 950 par Wilhelm Engelmann dans son catalogue raisonné. Il grave notamment pour illustrer des petits livres de poche (pages de titre, vignettes et autres illustrations) ou des calendriers.
Son « imagination débordante » l'amène, notamment à la fin de sa vie, à graver fugitivement des « idées » sur le bord des plaques, représentant toutes sortes de personnages de la vie, des enfants qui jouent, des amours, des bergers et des bergères, de petits paysages, etc..

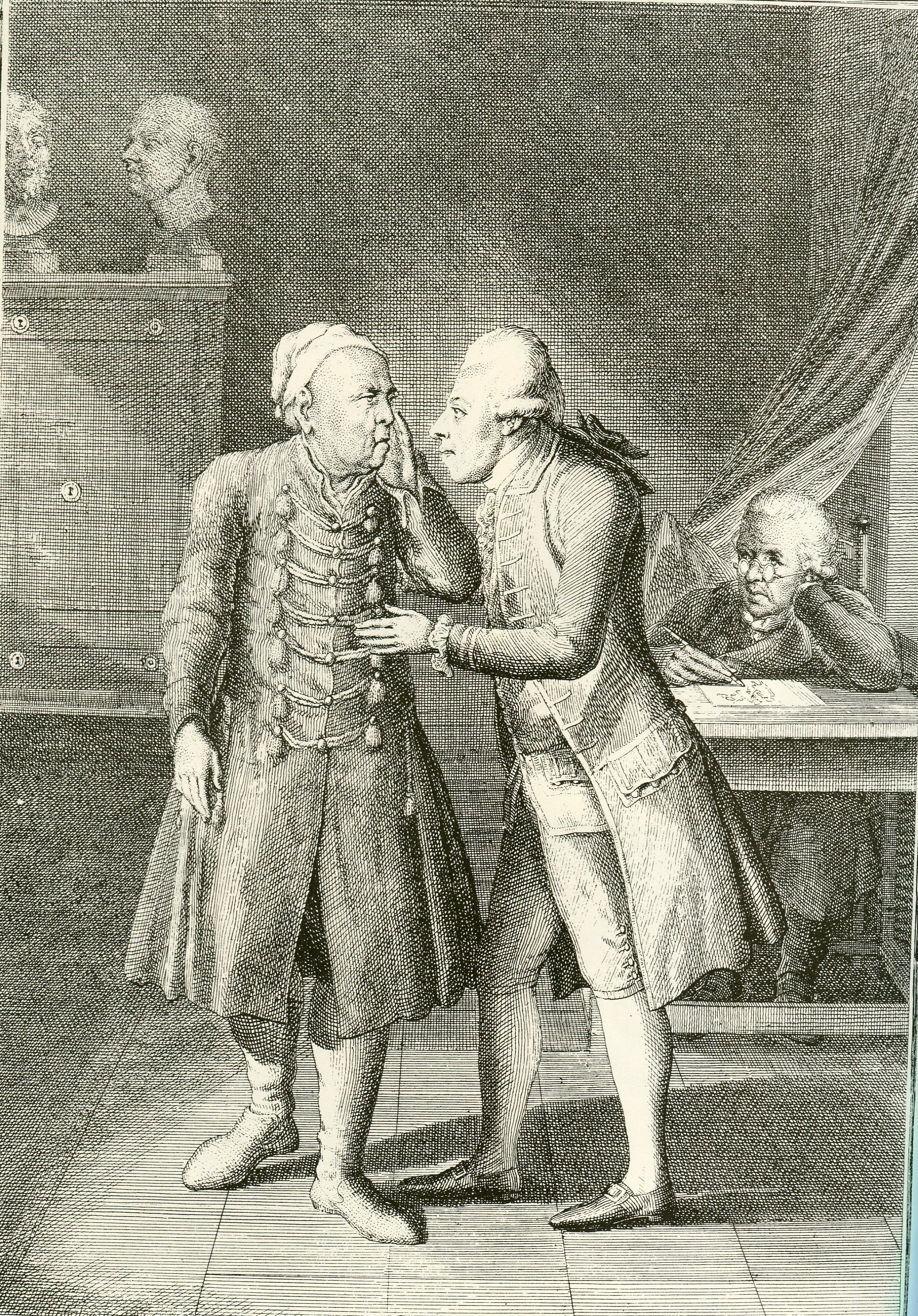
Lippert und Zingg (1795).

Daniel Chodowiecki effectue plusieurs voyages, notamment à Dantzig et Dresde, lors desquels il tient un journal de voyage en dessins, sur lesquels il se base pour produire des gravures, notamment Lippert und Zingg, où Chodowiecki se représente en train de les dessiner. Il peint à Dantzig de nombreux portraits miniatures et exécute Louange de la folie. Après la mort de sa mère survenue en 1780, il voyage à nouveau à Dantzig puis dans le nord de l'Allemagne à plusieurs reprises.
Il mène une existence « tranquille, bourgeoise, sans fatalité extérieure, heureux et à l'aise dans sa vie de famille », et demeure très productif. Chodowiecki est décrit comme « aimable, charitable, d'une fidélité dévouée envers les siens ». Son épouse étant française, il parle français et exerce des fonctions honorifiques dans la communauté française.

### Dernières années
Il vit d'autant plus les chamboulements culturels qui suivent la Révolution française. Ses dernières estampes, destinées à illustrer Luise de Johann Heinrich Voß (1798) et Hermann Lange d'August Lafontaine (1800), témoignent de ces changements. La représentation de la Fuite des habitants d'Offenbach à Hanau (1797) est une « description vivante des troubles qui ont résulté des guerres de la Révolution française ».
Il reste néanmoins éloigné de tout mouvement artistique et continue à travailler dans son domaine. Vice-directeur de l'Académie des arts de Berlin depuis 1788, il en devint le directeur effectif en 1797, après la mort de Bernhard Rode.
Daniel Nikolaus Chodowiecki meurt à Berlin le 7 février 1801. Il est enterré au cimetière français de Berlin.

## Œuvre
Les tableaux de Chodowiecki sont influencés par le rococo français.

### Galerie

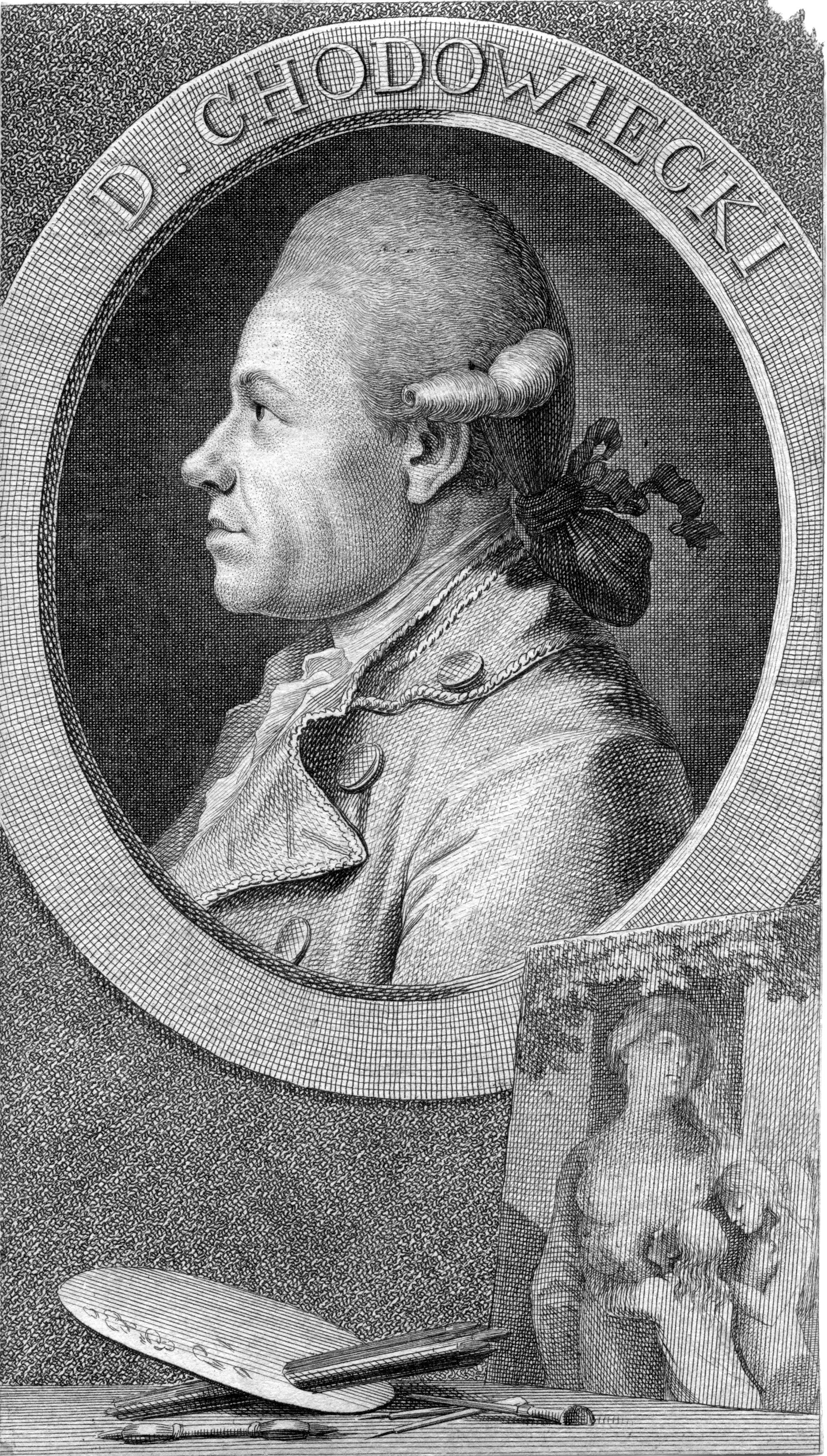
D. Chodowiecki
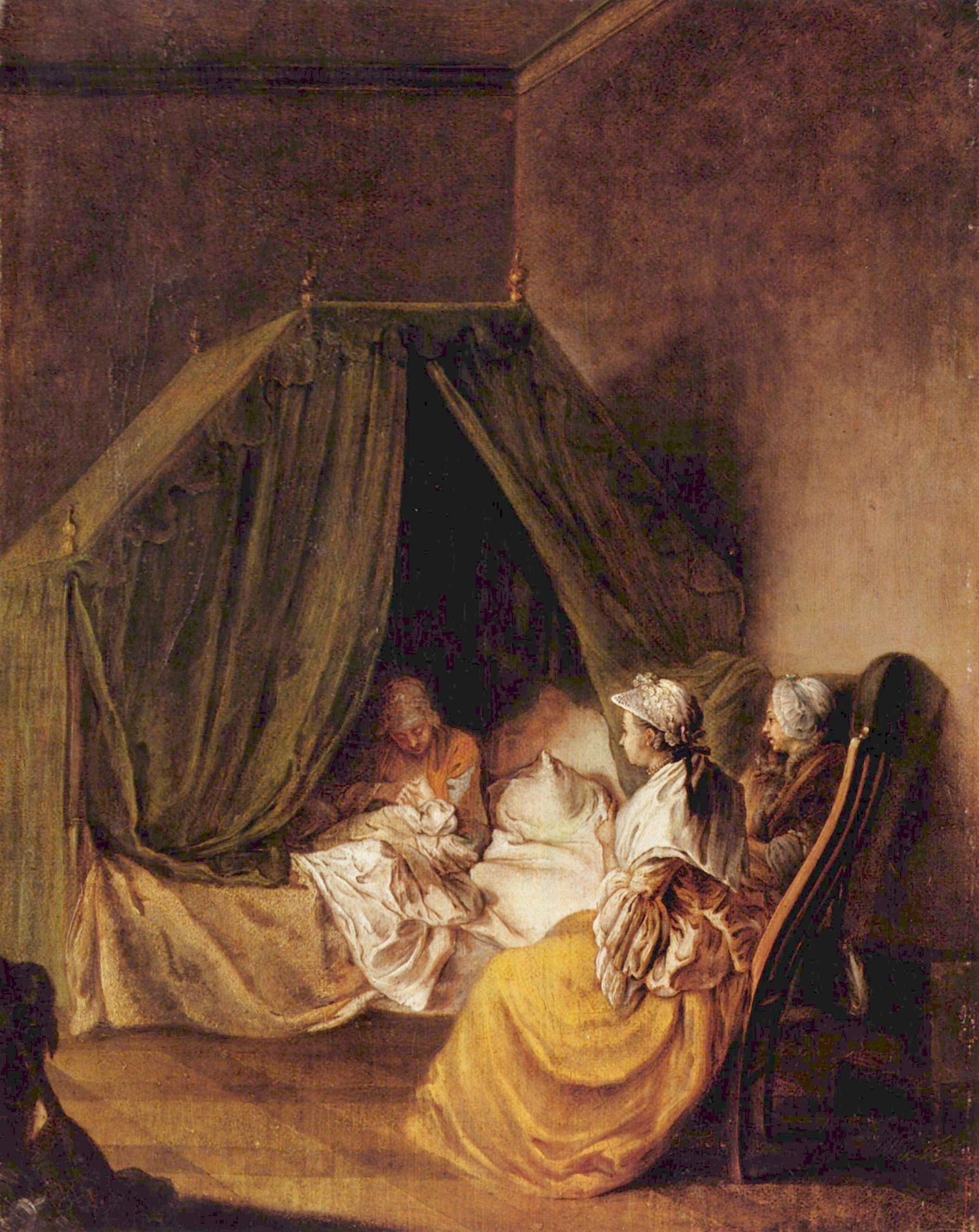
Die Wochenstube
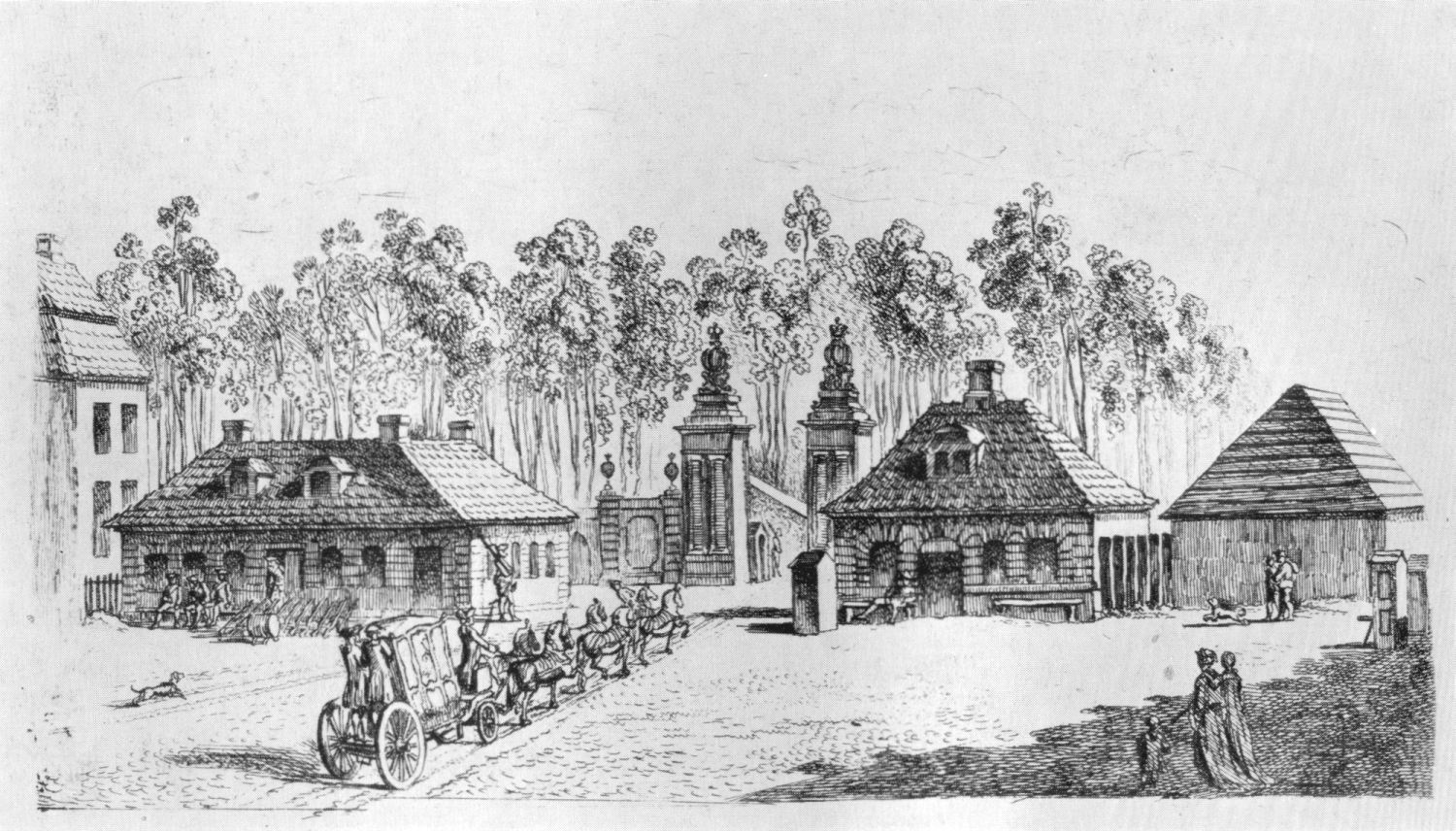
Porte de Brandebourg (1764)
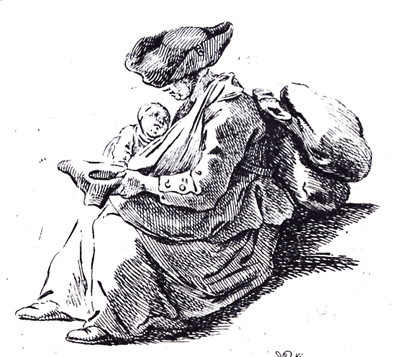
Das Bettelnde Soldatenweib (1764)
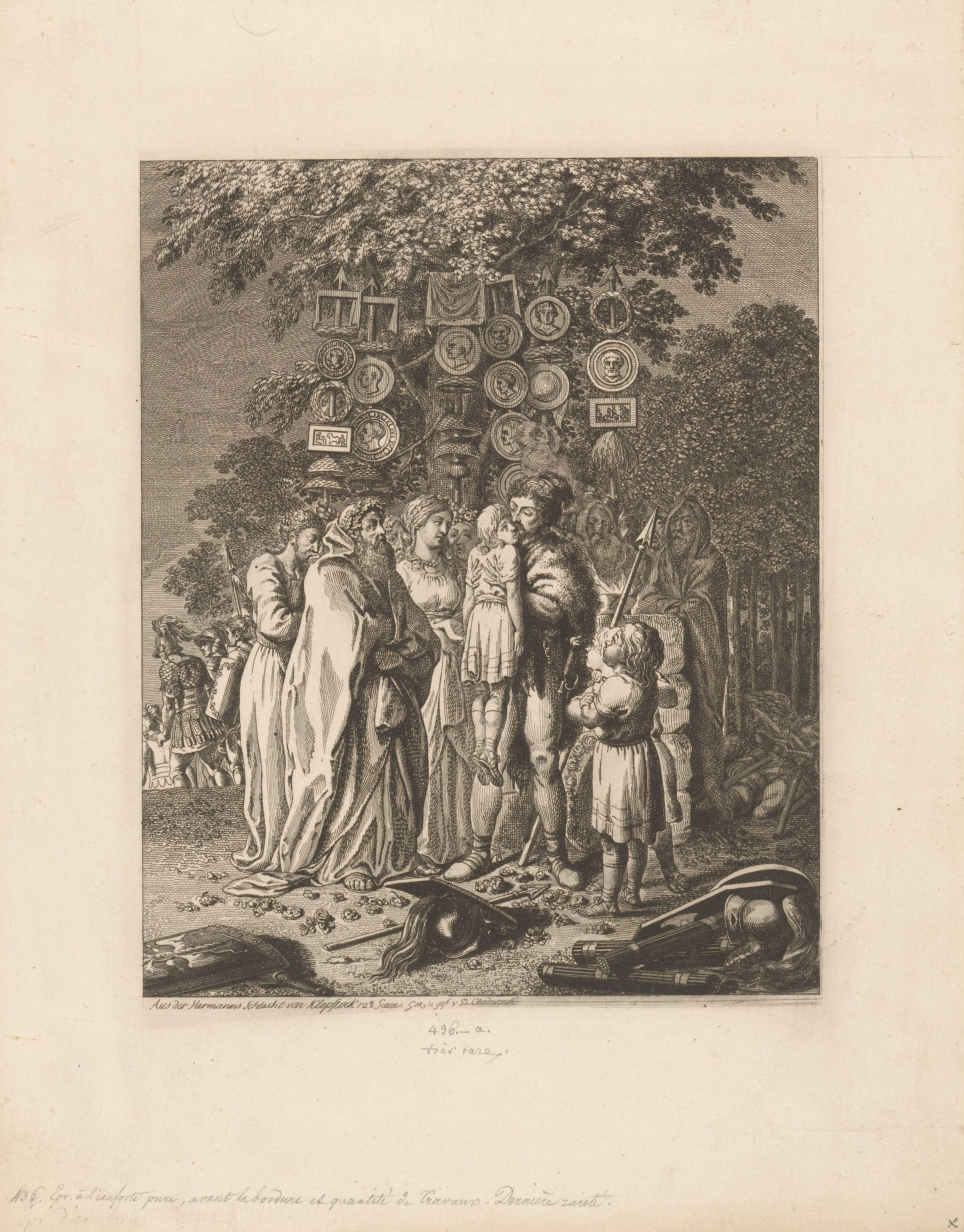
Germaanse veldheer Arminius kust voor de heilige eik een verwonde schildknaap (1782)